# Linospora arctica
Linospora arctica är en svampart som tillhör divisionen sporsäcksvampar, och som beskrevs av Petter Adolf Karsten. Linospora arctica ingår i släktet Linospora, och familjen Gnomoniaceae. Arten är reproducerande i Sverige.